# Heap sort adaptativo
O heap sort adaptativo é um algoritmo de ordenação que é semelhante ao heap sort, mas usa um árvore de busca binária aleatória para a estrutura da entrada de acordo com uma ordem preexistente. A árvore de busca binária aleatória é usada para selecionar os candidatos que são colocados no heap, de modo que o heap não precisa se manter a par de todos os elementos. O heap sort adaptativo é parte da família de algoritmos de ordenação adaptativos.
Publicado por Christos Levcopoulos e Ola Petersson em 1992, o algoritmo utiliza uma nova medida de pré-seleção, Osc, como o número de oscilações.
O primeiro heapsort adaptativo foi o Smoothsort de Dijkstra.[carece de fontes?]